# キントキヒゴタイ
キントキヒゴタイ（金時平江帯、学名：Saussurea sinuatoides var. glabrescens）は、キク科トウヒレン属の多年草。タカオヒゴタイ（高尾平江帯、学名：S. sinuatoides）を分類上の基本種とする変種。別名、センゴクヒゴタイ。なお、分類表内のシノニムに示すとおり、独立種 S. sawadae とする見解もある。

## 特徴
茎は高さ30-90cmになる。茎には、葉柄から沿下した翼がある。根出葉や下部の茎葉はふつう花時には存在しない。茎の中部につく葉の葉身は卵形で、長さ9-11cm、幅8cm、縁にしばしばバイオリン状の湾入があるが、ときにそれがないこともある。葉身の先端は短い鋭尖頭、基部は心形またはやや鉾状心形になり、葉柄は長さ6-11cmになり、翼がある。
花期は9-10月。頭状花序は茎先または枝先に単生するか、2-3個が寄り集まり、多いときは20-30個が散房状から円錐状につくこともある。総苞は鐘形で、長さ幅ともに13-15mmになる。総苞片は7-8列あって、緑色で、総苞片間にくも毛があり、総苞外片は広卵形で、先端は鋭頭または短い鋭尖頭、先は反り返らないか反曲する。

## 分布と生育環境
日本固有種。本州の中部地方の神奈川県、静岡県に分布し、山地の草地や林縁に生育する。丹沢山地や箱根では、標高1,300m以上にタンザワヒゴタイ S. hisauchii が、山地南部の山麓から標高1,000mあたりまでは本種が分布し、両種は垂直的にすみ分けている。

## 名前の由来
和名キントキヒゴタイは、「金時平江帯」の意で、植物学者北村四郎 (1935) による命名である。これより前に、植物学者中井猛之進は、箱根の仙石原でこの植物を採集し、タカオヒゴタイの変種として Saussurea sinuatoides var. glabrescens Nakai (1931) を記載し、和名をセンゴクヒゴタイ（仙石平江帯）と名付けた。しかし、北村 (1935) は、「タカオヒゴタイに類似してゐるが葉は莖に廣く沿下し頭花の鱗片は短かい」とし、独立した種としてキントキヒゴタイを記載した。和名は、北村が箱根の植物研究家の澤田武太郎とともにタイプ標本を採集したのが箱根の金時山であることによる。
タカオヒゴタイの変種としての変種名 glabrescens は、「やや無毛の」意味。独立種としての S. sawadae の種小名（種形容語）sawadae は、S. sawadae のタイプ標本を北村とともに採集した箱根の植物研究家で、底倉温泉の旅館経営者の澤田武太郎への献名である。

## 種の保全状況評価
国（環境省）および都道府県のレッドデータブック、レッドリストの選定状況はない。

## ギャラリー

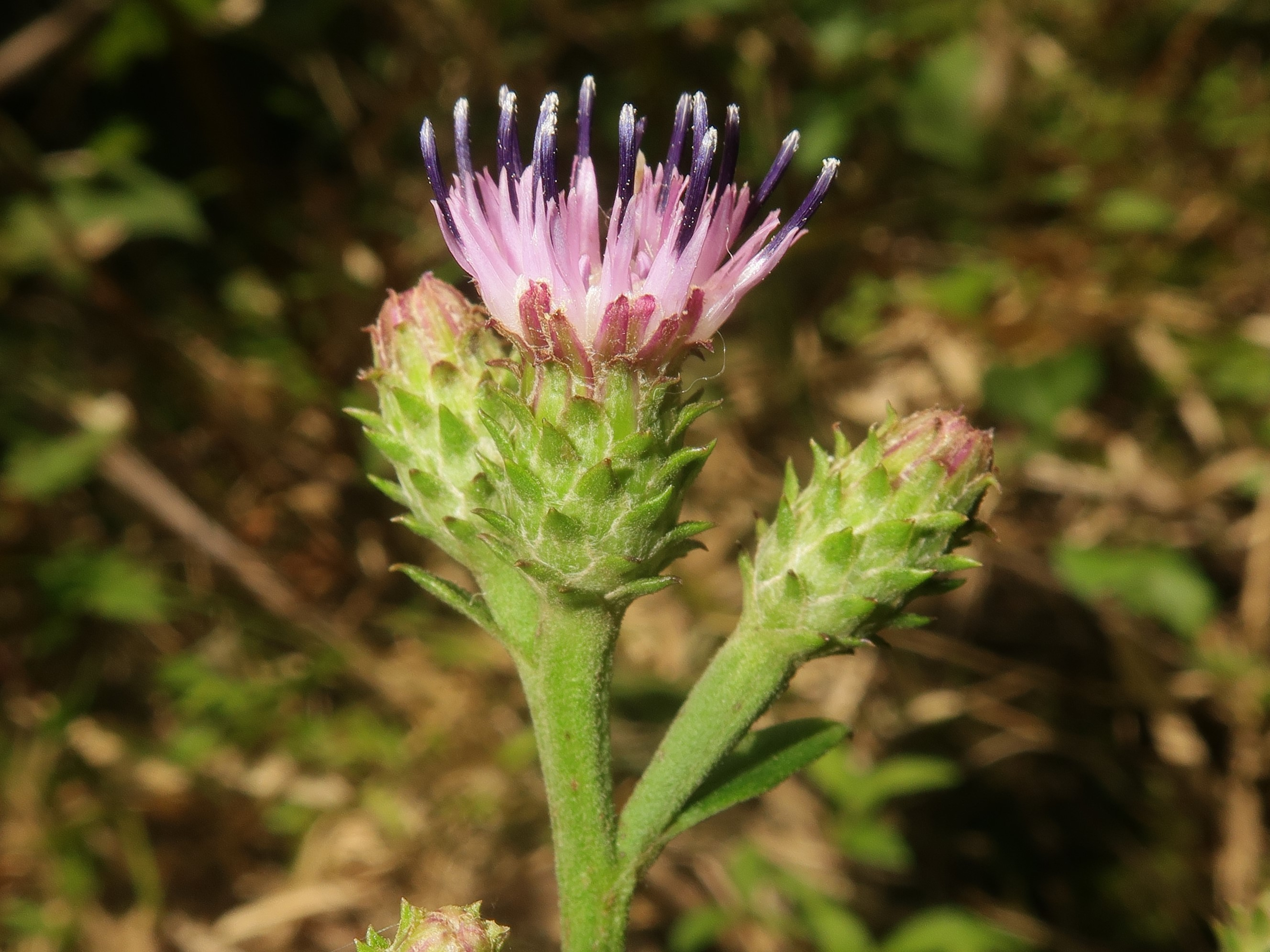
総苞片は7-8列あって、緑色で、総苞片間にくも毛があり、総苞外片は広卵形で、先端は鋭頭または短い鋭尖頭になる。先が反り返らない個体。
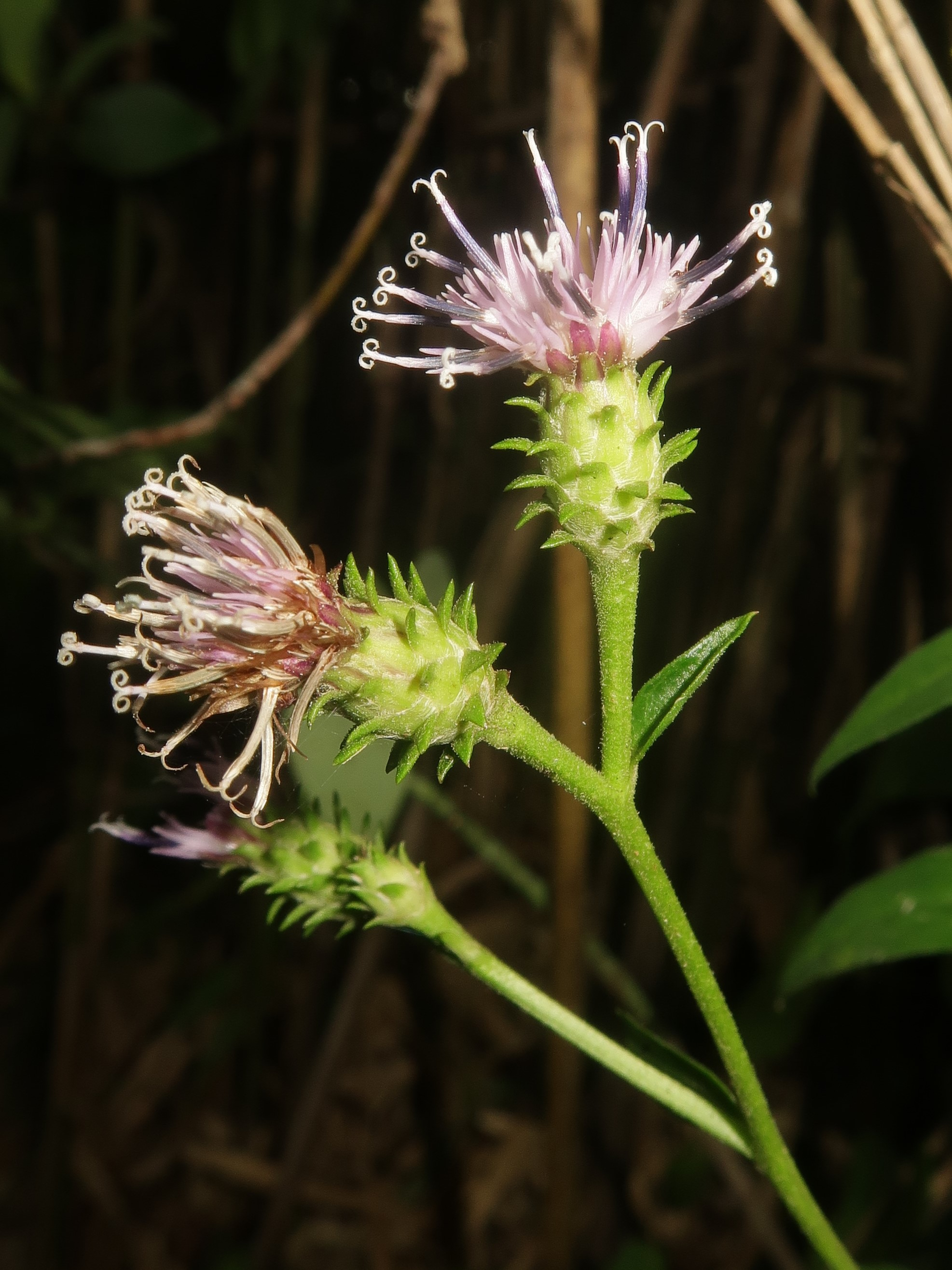
総苞片の先がやや反曲する個体。
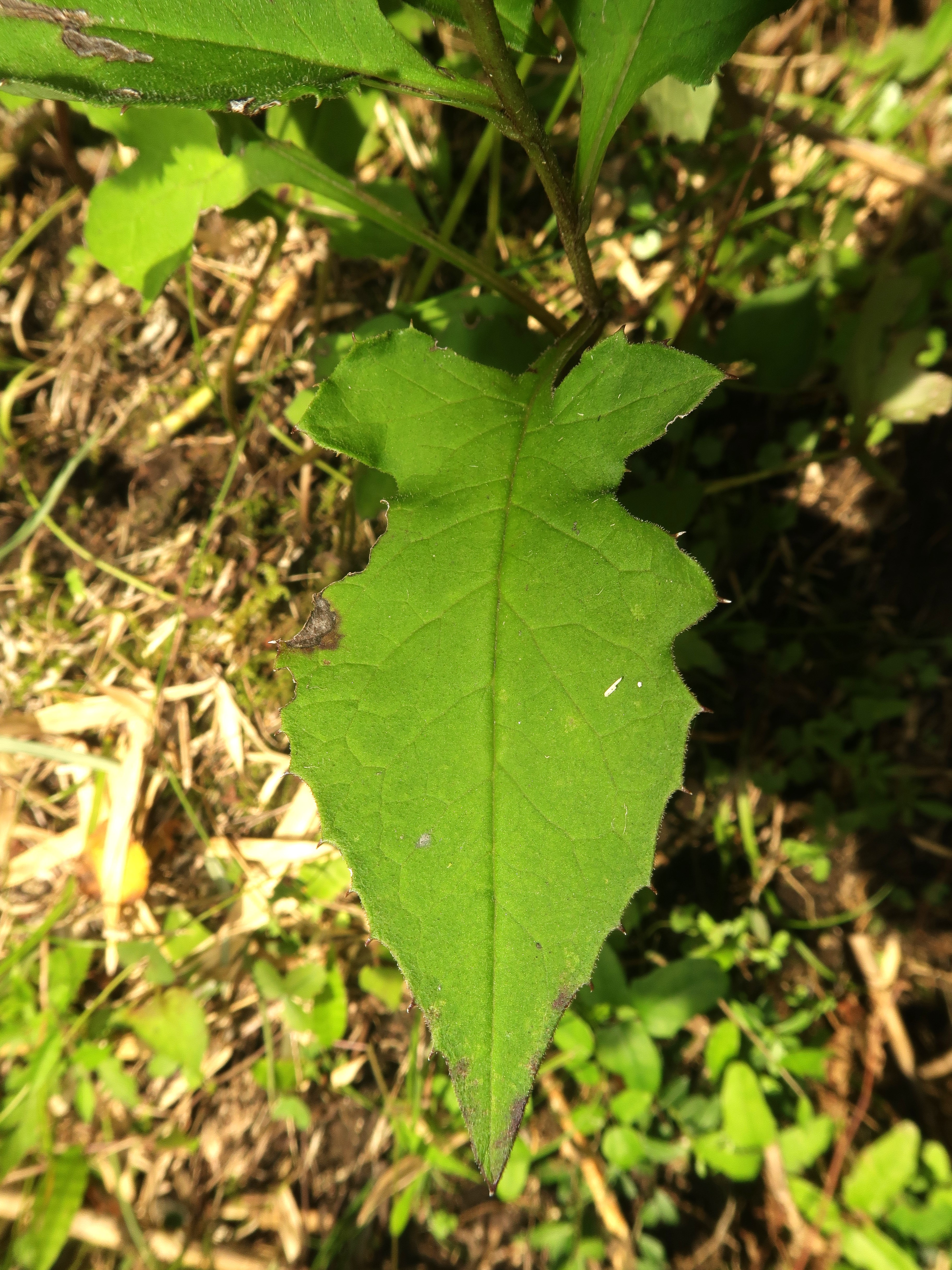
茎葉は卵形で、縁にバイオリン状の湾入がある。葉身の先端は短い鋭尖頭、基部は心形またはやや鉾状心形になる。
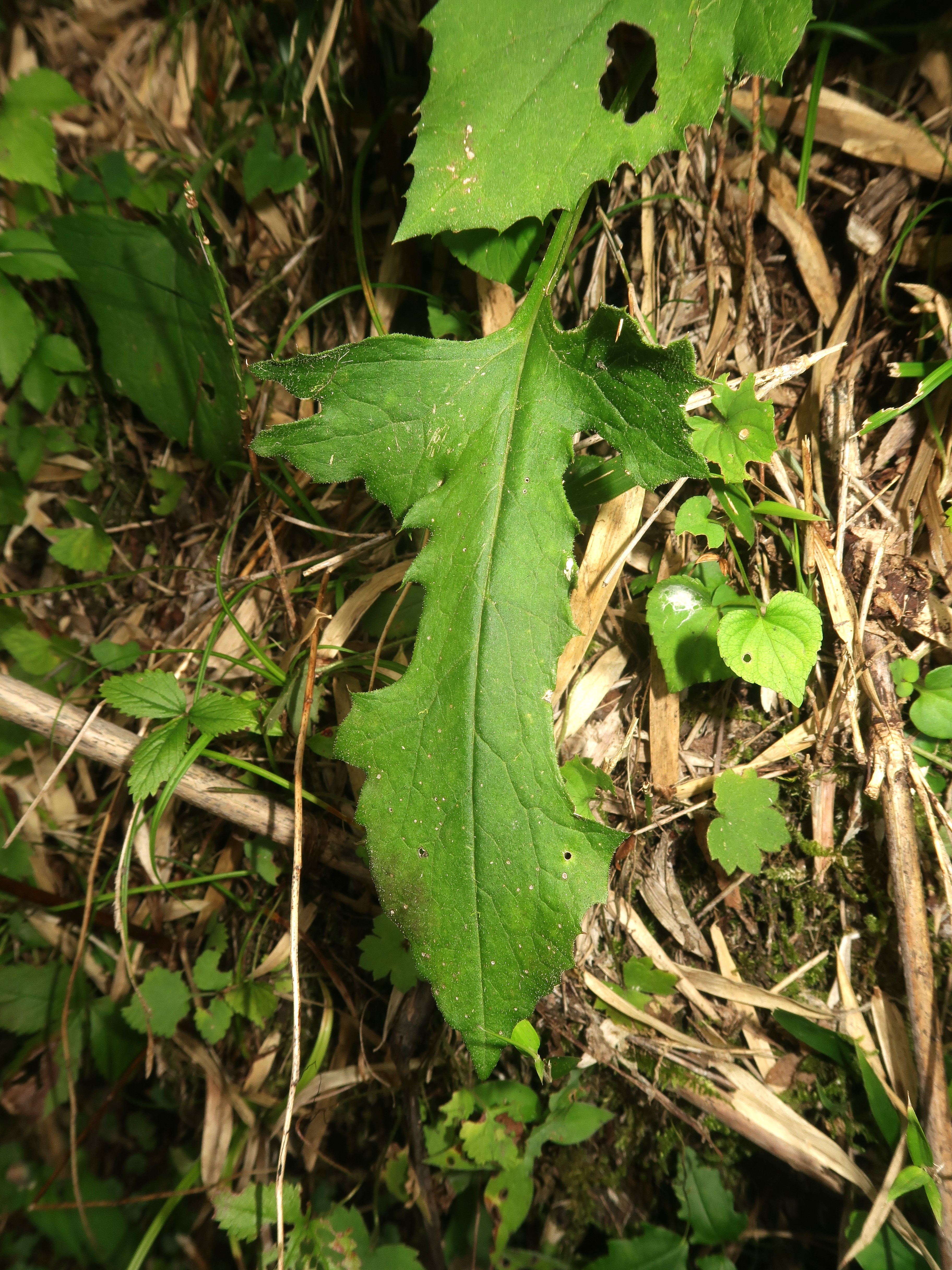
バイオリン状の湾入が著しい個体。